# Witold Stanisław Michałowski

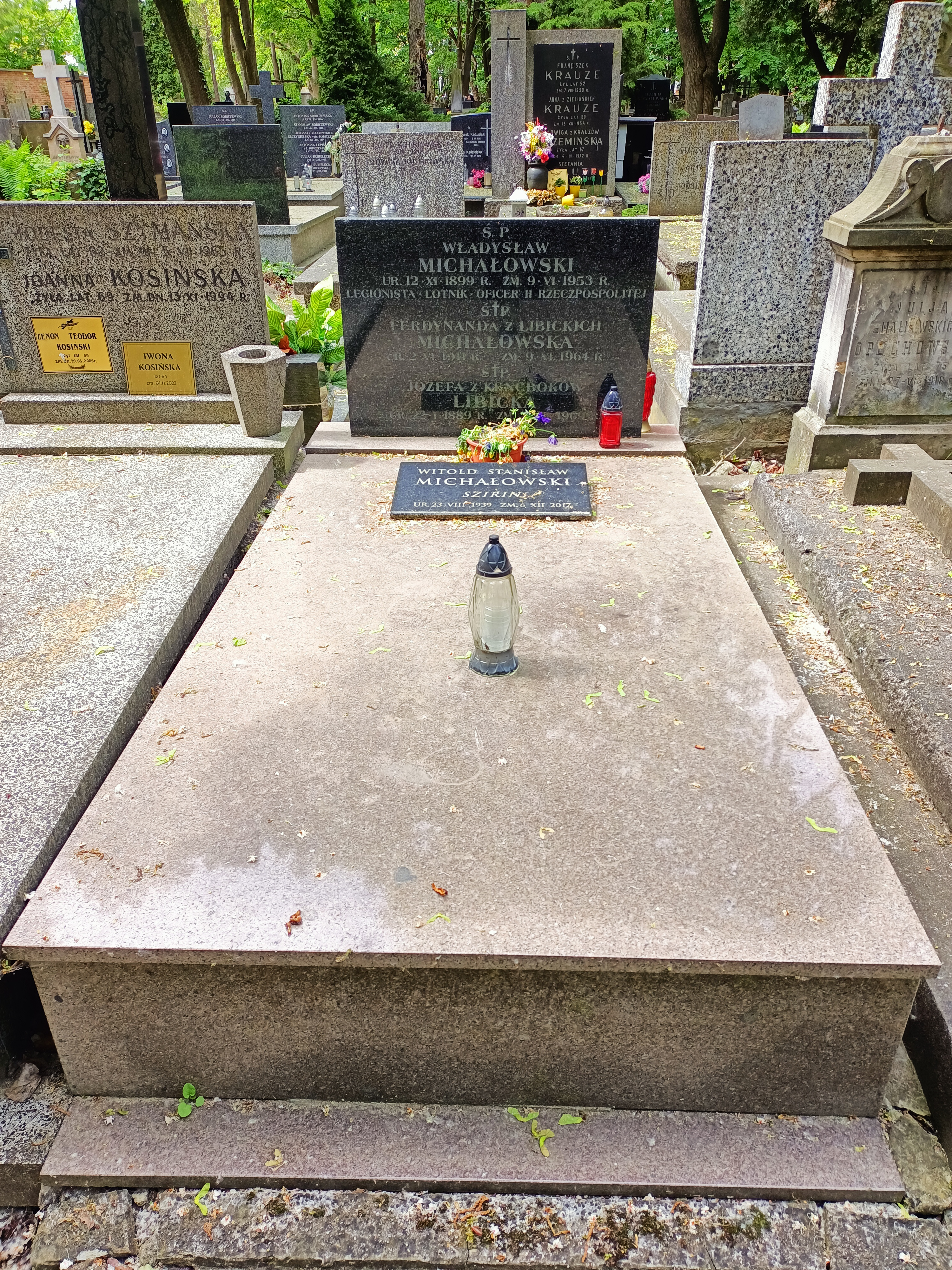
Nagrobek Witolda Stanisława Michałowskiego na cmentarzu powązkowskim w Warszawie

Witold Stanisław Michałowski, ps. Michał Bereha (ur. 23 sierpnia 1939 w Warszawie, zm. 6 grudnia 2017 tamże) – polski inżynier, który nadzorował budowy rurociągów przesyłowych w Europie, Azji, Afryce i Ameryce, ekspert w dziedzinie geopolityki paliwowo-energetycznej, założyciel Ligi Konsumentów Gazu (późniejszej Ligi Konsumentów Energii), pisarz, dziennikarz, podróżnik, i publicysta.

## Życiorys

### Wykształcenie i działalność zawodowa
Ukończył studia na Politechnice Warszawskiej. W 1967 kierował I Polską Wyprawą w Góry Mongolskiego Ałtaju. Od 1968 zawodowo zajmował się budową rurociągów ropy naftowej i gazu. Był w tym czasie m.in. szefem nadzoru inwestorskiego II nitki rurociągu PRZYJAŹŃ i rurociągu PÓŁNOCNEGO w HYDROBUDOWIE – 6, dyrektorem ds. Inwestycji rurociągowych na terenie b. ZSRR w B.K.D.E. INSTALEXPORT oraz szefem nadzoru budowy gazociągu BOISBRIAND – MONTREAL w Kanadzie i rurociągu naftowego WARRI-MAIDOGURI w Nigerii. Pracował również przy instalacjach naftowych między innymi w Iranie, Iraku i Libii. Uczestniczył w pracach przy projektowaniu i budowie rakiety Meteor 2 – jedynej jak dotąd polskiej rakiety, która dotarła w kosmos. Był doradcą sejmowej komisji gospodarki, pełnomocnikiem ministra ochrony środowiska ZNiL ds. Międzynarodowego Rezerwatu Biosfery Karpat Wschodnich. Był członkiem Polskiego Komitetu ds. Gospodarki Energetycznej FSNT Naczelnej Organizacji Technicznej.
Jako pierwszy w Polsce w 1976 publicznie na łamach „Przeglądu Technicznego” podjął temat budowy terminali LNG (terminale na gaz skroplony). Wskutek interwencji ZSRR zakazano mu dalszych publikacji na ten temat.
Od 1995 pełnił funkcję redaktora naczelnego kwartalnika „Rurociągi” (do sierpnia 2011 ukazały się 63 numery). W 2010 założył Ligę Konsumentów Gazu (późniejsza Liga Konsumentów Energii) – organizację lobbującą na rzecz suwerenności paliwowo – energetycznej Polski. Wraz z Piotrem Malczewskim otrzymał wyróżnienie Kolosy 2000 za dotarcie do Kraju Urianchajskiego w centralnej Azji i powtórzenie trasy wyprawy Antoniego Ferdynanda Ossendowskiego z 1920. Przebywał na kontraktach między innymi w Iranie, Iraku, Libii, Nigerii, ZSRR i Kanadzie.
W 1992 założył Fundację Odysseum – Ośrodek Dokumentacji Dokonań Polaków w Świecie, działającą pod patronatem Muzeum Azji i Pacyfiku. Był członkiem Związku Literatów Polskich oraz Stowarzyszenia Dziennikarzy Polskich. Publikował m.in. w „Obywatelu”, „Naszym Dzienniku”, „Naszej Polsce”, a także innych pismach. Był również stałym komentatorem w Radiu Maryja i Telewizji Trwam oraz okazjonalnie w innych mediach, np. w Polskim Radiu Program III.

### Działalność polityczna
W wyborach samorządowych w 1998 bezskutecznie ubiegał się o mandat radnego sejmiku mazowieckiego z listy koalicji Ruch Patriotyczny Ojczyzna. Był współautorem pierwszej konstytucji programowej i podstaw ideologicznych Samoobrony RP. Przez wiele lat doradzał przewodniczącemu tej partii Andrzejowi Lepperowi. Zasiadał w zarządzie regionalnym Związku Zawodowego „Samoobrona”. W wyborach samorządowych w 2002 kandydował do sejmiku mazowieckiego z listy Samoobrony RP. W sierpniu 2005 wystąpił z tej partii. W wyborach parlamentarnych w 2005 bez powodzenia kandydował do Sejmu z listy Platformy Janusza Korwin-Mikkego w okręgu płockim.
W wyborach samorządowych w 2010 bezskutecznie kandydował do rady miasta Warszawy z listy Komitetu Wyborczego Wyborców Romualda Szeremietiewa.

### Życie prywatne
Syn Władysława i Ferdynandy. Ojciec Jana Michałowskiego. Mieszkał w Warszawie na ul. Werbeny 1. Pochowany na Cmentarzu Powązkowskim w Warszawie.

## Publikacje
- Wyprawa do Pięciu Bogów, 1971
- Testament barona, 1972 (kilka wydań)
- Spór o Bieszczady, 1979 (z J. Rygielskim)
- Tuaregowie i caterpillary, 1983
- Z szerokiego świata, 1987
- Pirat i komisarz
- Tajemnica Ossendowskiego, 1990 wyd. Alfa, Warszawa (w 1983 wydane w Kanadzie)
- Szi-Kun, 1996
- Tranzytowy przekręt stulecia, 1997
- Skok na rurę, Warszawa 1998 – ISBN 83-86010-05-3.
- Płonący Kaukaz, 2000
- Wysłańcy innego Nieba, 2002
- Wielkie safari Antoniego O. Kim był Antoni Ferdynand Ossendowski?, Wydawnictwo Iskry 2004
- Rurociągi dalekiego zasięgu, 2005 – ISBN 83-86010-13-4 (współautor Stanisław Trzop)
- Szamańskie safari: Przez Wielki Step, Kaukaz i Bieszczady, 2006
- Tajne służby w rurach, 2007 – ISBN 83-86010-17-7.
- Teki Sarmatów, 2009 – ISBN 978-83-89188-92-2.
- Ałtajskie tropy, 2010 – ISBN 978-83-7506-452-0.
- Rury pod specjalnym nadzorem, 2010 – ISBN 978-83-60748-18-3.
- Elity III RP w służbie Gazpromu, 2011.